# Storia della lotta
La lotta rappresenta la disciplina da combattimento più antica al mondo. L'arte di "fare alle braccia" ha conosciuto varie forme in epoche e regioni diverse nel corso dei secoli. Numerosi sono gli scopi che hanno facilitato il suo sviluppo, da quello educativo-formativo a quello militare, difensivo e sportivo.
Molte mitologie antiche, inoltre citano ampiamente scene di lotta (nella sua epopea Gilgamesh sconfigge il rivale Enkidu in un incontro di lotta; anche Zeus sconfigge il padre Crono lottando). La lotta nella mitologia ne risulta fortemente documentata.

## Antichità

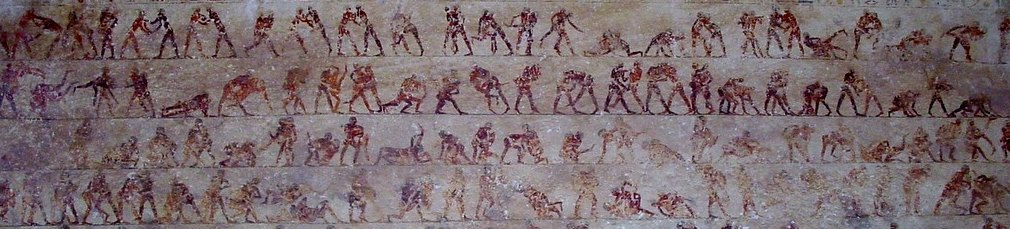
Dettagli di scene di lotta nella tomba 15 (Baqet III) a Beni Hasan.

Diversi graffiti risalenti all'era del paleolitico raffigurano azioni e tecniche primitive con protagonisti i primi lottatori. I reperti archeologici giunti ai nostri giorni fanno luce sul passato e danno risalto a questa disciplina attraverso un ponte epocale che ci conduce in un viaggio fra tutte le società di ogni periodo e di ogni regione del globo: sumera, egizia, greca, romana, celtica, germanica, araba, indiana, cinese, giapponese, polinesiana, amerinda, africana. Omero ne fa risalire la pratica tramite testimonianza scritta al periodo della guerra di Troia (II millennio a.C.).

### Antico Egitto
Nel vicino oriente, forme di lotta per presa alla cintura erano già popolari da molto tempo.
Le prime testimonianze documentate di lotta in Egitto compaiono circa nel 2300 a.C., nella tomba del filosofo dell'Antico Regno Ptahhotep. Provengono dal periodo del Nuovo Regno (2000-1085 a.C.), dipinti che mostrano lottatori egizi e nubiani combattere fra di loro. Lo studioso Carroll ha studiato queste raffigurazioni e notato anche le similitudini fra le tecniche rappresentate e quelle usate dagli odierni lottatori nuba. In alcune tombe del Medio Regno a Beni Hasan nella valle del Nilo, sono invece presenti circa 400 raffigurazioni di tecniche di lotta con scopo ginnico-militare analoghe a quelle dell'odierna lotta libera e del submission grappling. Il dipinto comprende diversi esercizi per la preparazione atletica, compreso il "ponte". 

### Antica Grecia e Antica Roma

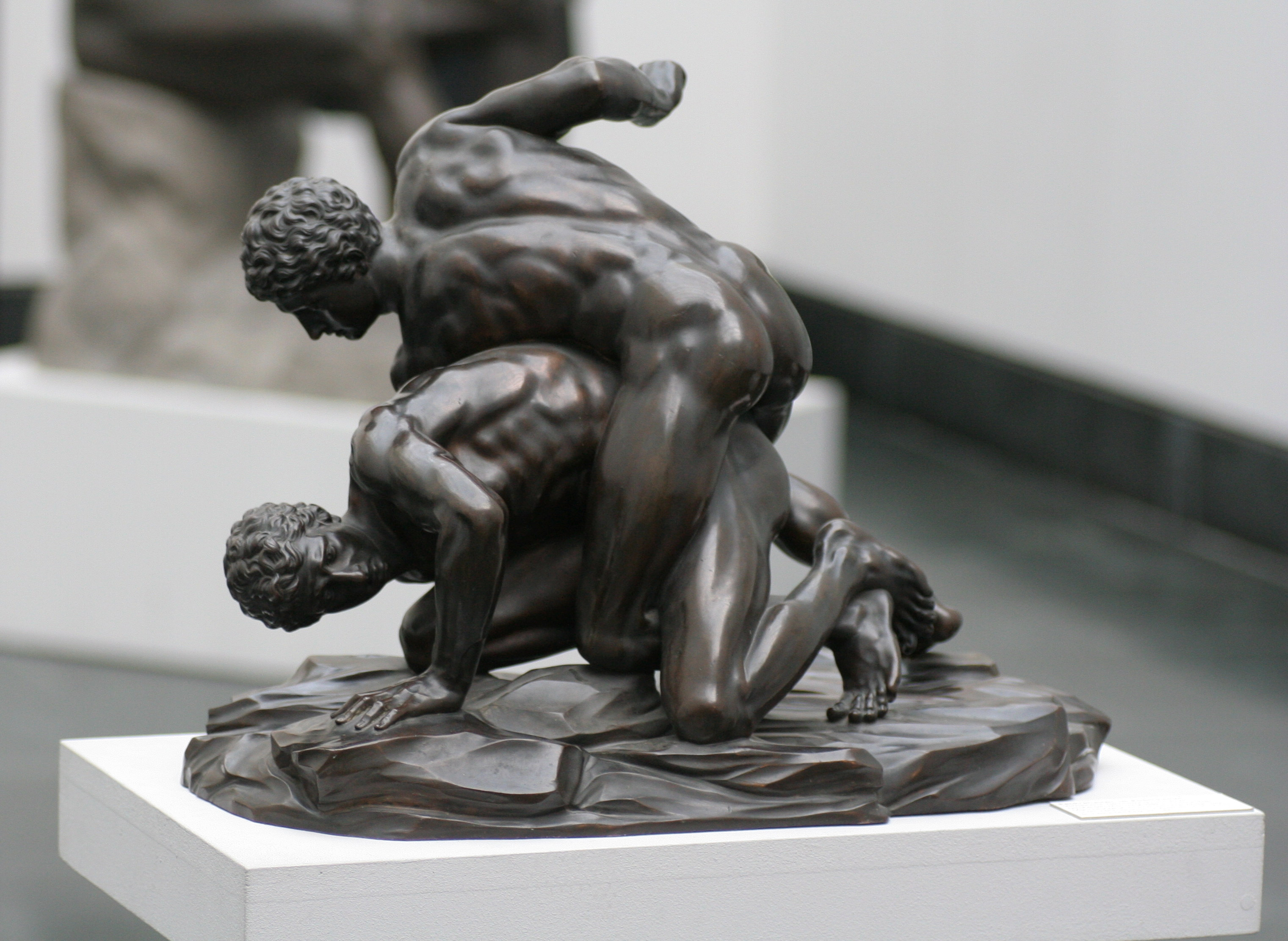
Raffigurazione di due antichi pancrazisti.

Successivamente, in Europa la civiltà ellenica ha tramandato ampie e complete documentazioni, in cui la lotta era considerata come un esercizio indispensabile per il rafforzamento del fisico e del carattere dei giovani, tanto da essere inclusa nei giochi olimpici antichi ed essere citata nei poemi omerici dell'Iliade e dell'Odissea . Al giorno d'oggi, nel mondo occidentale l'eredità della pratica greca è alla base della lotta stessa.
I lottatori erano anche dipinti in azioni in numerosi vasi, sculture e monete, così come anche in altre forme letterarie. Sebbene diverse culture includevano la lotta in celebrazioni reali o religiose, gli antichi greci per primi strutturarono la loro forma di lotta come parte di un torneo in cui un singolo vincitore emergeva da un gruppo di contendenti.  Secondo la tradizione greca, persino Platone partecipò come lottatore ai Giochi dell'istmo.
Le forme di lotta che si praticavano in Grecia erano complete di ogni mossa e situazione possibile. Alla lotta in piedi, che aveva per finalità quella di rovesciare a terra il proprio avversario, veniva dato l'appellativo di katazletikè (dalla parola greca katazallein che significa "arte di gettare a terra"). Le fasi al suolo, invece, comprendevano torsioni alle articolazioni e strangolamenti.
I tipi di lotta nell'antica Grecia erano sostanzialmente quattro con diverse regole.:
Con orthopalis si indicava un tipo di lotta affine alla moderna lotta stile libero, in quanto consentiva gli sgambetti e l'uso delle gambe. Il fine ultimo del combattimento era quello di tentare di gettare per tre volte a terra il proprio avversario, in qualsiasi modo. Invece, nell''alindissis (o anche kylissis) il combattimento proseguiva al suolo finché non veniva eseguita una tecnica di sottomissione all'avversario; veniva generalmente praticato soltanto in sede di allenamento e quasi mai nelle pubbliche competizioni, a causa dell'eccessiva durata e i combattimenti si svolgevano in un fossato riempito di sabbia (tipo di lotta affine al moderno grappling). La forma di lotta più originale era lacrochirismos, che consisteva in un combattimento condotto mediante l'uso delle sole dita delle mani intrecciate fra loro palmo a plamo e durava fino a che uno dei due contendenti non fosse riuscito a costringere l'avversario all'abbandono torcendogli le mani. Il quarto stile, quello che venne poi ereditato su larga scala dai Romani, fu il pankration, un tipo di lotta particolarmente violento, tale da essere proprio sul limite tra agonismo e azione bellica, che consentiva l'abbinamento di quasi tutti i tipi di colpo alle tecniche lottatorie (affine alle moderne MMA).
La lotta greca proseguì nel periodo ellenistico. Tolomeo II e Tolomeo III d'Egitto sono entrambi rappresentati artisticamente come lottatori vittoriosi.
Il carattere sportivo della lotta ateniese scomparve nella lotta romana che si ispirava, viceversa, alla più rigorosa tradizione spartana con una preferenza verso le applicazioni belliche e non regolamentate della disciplina; determinante, nel gusto dei Romani, è stata infatti l'influenza delle civiltà italiche pre-romane e particolarmente di quella etrusca. Nel periodo romano, la lotta aveva perso il carattere dilettantistico di quella ateniese per diventare a tutti gli effetti un'attività per professionisti (o soldati) che sovente si scontravano nelle arene sfidando altri lottatori provenienti dalle molteplici province dell'Impero. Particolarmente apprezzato era proprio il pancratium, data la sua intensità e cruentezza.

### Oriente

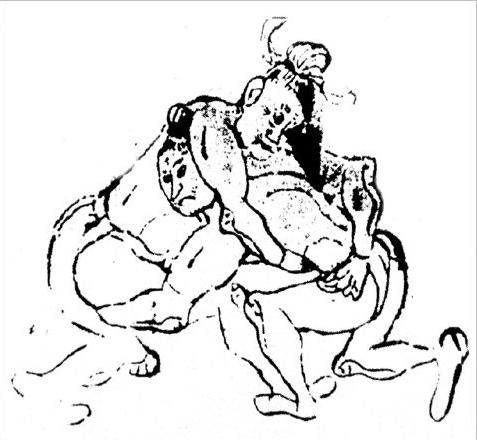
Due lottatori rappresentati nell'affresco di Dunhuang, ca. VII secolo

Al di fuori del mondo occidentale, in India la lotta viene citata nel Mahābhārata che descrive l'incontro fra i combattenti Bhima e Jarasandha.
Lo Shuai Jiao è un leggendario stile di lotta dell'antica Cina usata dall'imperatore giallo durante il suo scontro con il ribelle Chih Yiu. Questo stile di lotta venne chiamato in principio Jiao Li (角力).

## Medioevo
Nel 394 l'imperatore Teodosio I soppresse i Giochi Olimpici, facendo decrescere la popolarità della lotta sportiva in occidente, ma nonostante questo la pratica della lotta continuò a protrarsi fino al Medioevo, periodo nel quale veniva esercitata spesso con pochissime regole e quasi sempre come addestramento per scopi militari, in genere da nobili, sovrani e cavalieri.

### Europa
La letteratura araba dipinge Maometto come un abile lottatore, mentre nell'VIII secolo l'imperatore bizantino Basilio I sconfisse diversi lottatori bulgari.
Nella collezione di testi del 1220 dell'Edda in Prosa nel libro Gylfaginning, Elli sconfigge Thor in un incontro di lotta.
Fra il secolo X ed il secolo XV l'arte di lottare riacquistò visibilità in Ungheria, Italia e nelle vallate alpine in cui veniva impiegata come intrattenimento e difesa personale. In terra francese, la lotta era praticata dai sovrani, che spesso organizzavano incontri per misurare la propria forza ed abilità. Per esempio Francesco I, re di Francia, sfidò Edoardo VIII, re d'Inghilterra, in un incontro di lotta con le scarpe conclusosi con la vittoria del sovrano francese, che atterrò il fortissimo avversario, rovesciandolo a terra con un perfetto braccio in spalla.

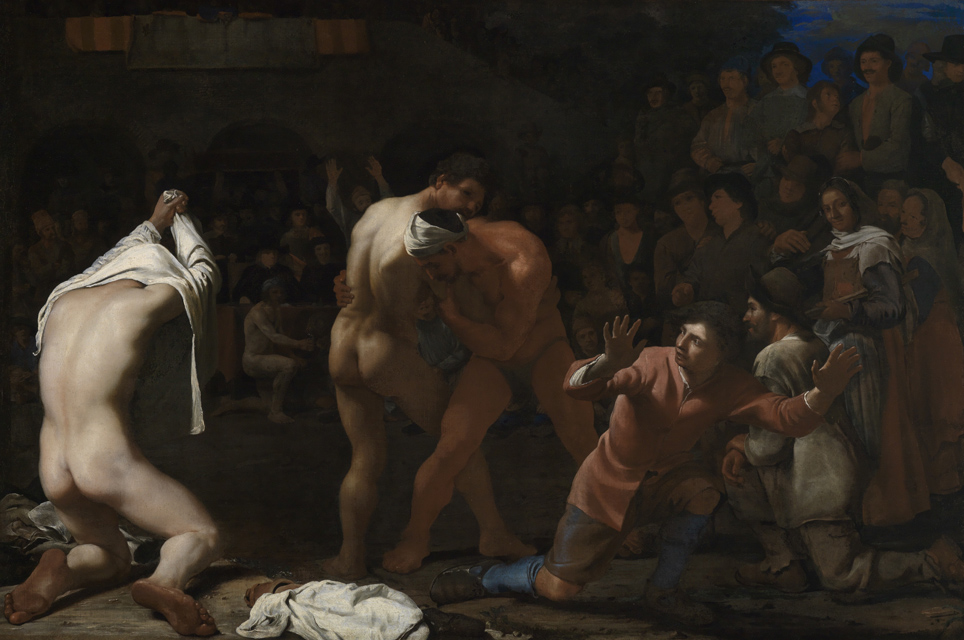
Michiel Sweerts, Incontro di lotta, 1649.

Dal Rinascimento in poi si vanno creandosi numerosi stili regionali di lotta in Europa, in particolare nel mondo anglosassone e gaelico (dai quali verrà poi esportata in America) dal quale provengono stili come l'irlandese collar-and-elbow o i britannici cornwall and devon style, cumberland and westmorland style ed il famigerato lancashire style, una brutale forma di combattimento e difesa con sottomissioni denominata anche Catch as catch can e divenuto poi catch wrestling. Il lancashire style venne esportato in Nord America dai coloni inglesi e scozzesi; al di là dell'oceano si sviluppò in un contesto di combattimento privo di regole chiamato rough and tumble. Alle soglie dell'età industriale, i vari tipi di "folkstyle wrestling" sono ormai ben saldi nelle regioni di appartenenza come forme di spettacolo o pratica sportiva. Dalla Svizzera proviene il calegon, dalla Scandinavia provenivano il kragkast e il glíma, nella valle del Danubio erano molto diffusi gli stili tradizionali kures e trinta, mentre nei Balcani era molto popolare la lotta slava del pelivan.
Nel Flos duellatorum sono contenuti descrizioni di tecniche di lotta usate come mezzo di difesa personale in combinazione con la scherma rinascimentale.
Un'altra forte influenza per la lotta in Europa fu data dall'Impero ottomano, che con le sue conquiste nella regione balcanica introdusse vari stili di lotta anatolica e turca (come lo yağlı güreş) a contatto con quelli slavi, magiari e rumeni; facendo così anche da ponte fra la lotta persiana e quella mittel-europea/occidentale.

### Oriente
In questi secoli, la lotta era presente anche nella zona geografica dell'ex-URSS in cui, nelle campagne e nei villaggi erano (e sono tuttora) praticati diversi stili. Dalla Russia proveniva la goughty, dai paesi caucasici provenivano stili come la tchadora della Georgia, la guleche dell'Azerbaijan e la kokh dell'Armenia. Dalle steppe centroasiatiche, conquistate dall'impero russo, provenivano la kouresse del Kazakistan, la goreche del Tajikistan, la kourache del Kirghizistan ed Uzbekistan.
In oriente, la lotta veniva studiata in particolare in Giappone dai samurai come metodo per combattere in caso le loro armi fossero andate perse o distrutte in battaglia. Il termine jūjutsu fu coniato nel VII secolo per indicare un'arte marziale, dopodiché divenne un termine ombrello per indicare un'ampia varietà di discipline lottatorie nelle arti marziali giapponesi. Prima di allora, si usavano altri termini specifici come "lotta con la spada corta" (小具足腰之廻?, kogusoku koshi no mawari), "lotta" (組討 or 組打?, kumiuchi), "arte del corpo" (体術?, taijutsu), "flessibilità" (柔 or 和?, yawara), "arte dell'armonia" (和術?, wajutsu, yawarajutsu), "mano che afferra" (捕手?, torite) e persino il noto "via della cedevolezza" (柔道?, jūdō) (già nel 1724, più di due secoli prima che Jigorō Kanō fondò la moderna arte del Kodokan Judo).
I sistemi di combattimento non armato sviluppati e praticati durante il periodo Muromachi (prima del 1573) sono al giorno d'oggi riferiti collettivamente come vecchio stile di jujutsu giapponese (日本古流柔術?, Nihon koryū jūjutsu).

## Età contemporanea

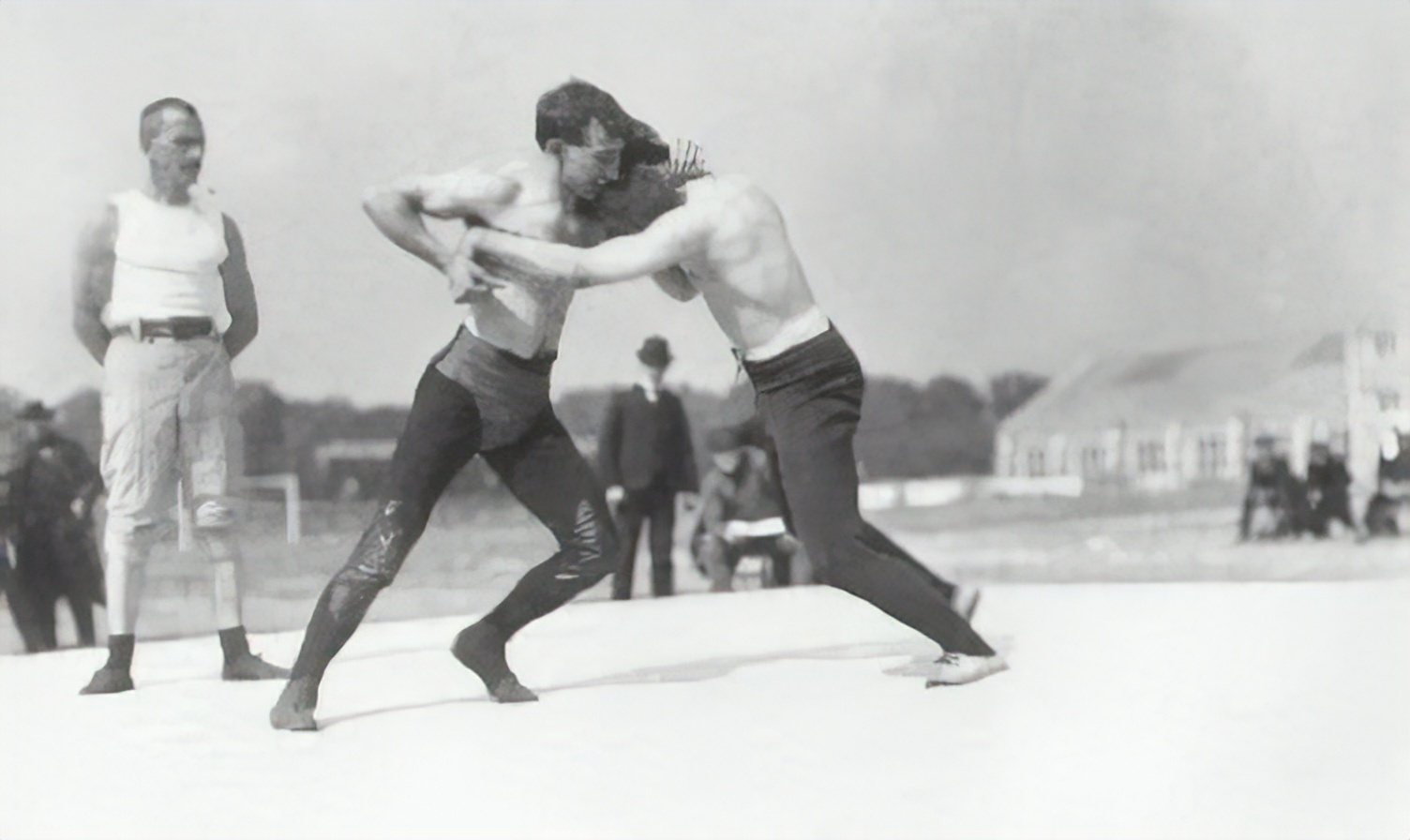
Incontro di lotta alle Olimpiadi del 1904.

Il XIX secolo rappresenta la rinascita della lotta a livello di popolarità; in questo periodo storico iniziò la fase della “lotta olimpica moderna”, istituzionalizzata soprattutto in Francia ma anche in Italia. Soprattutto la Francia ebbe una parte da gigante nel carattere sportivo della lotta, codificando le odierne discipline della libera e della greco-romana.

Per via della comparsa di ginnasi e club atletici, la lotta greco-romana e libera vennero subito regolamentate in competizioni formali.
Fra gli ultimi anni del 1880 ed i primi del Novecento diversi lottatori di greco-romana furono protagonisti di sfide interstile in cui dimostrarono la grande efficacia della lotta, come nel caso di William Muldoon che nel 1887 sconfisse il campione mondiale di pugilato John L. Sullivan in meno di due minuti. Il successivo incontro pubblicizzato avvenne alla fine del secolo quando il futuro campione dei pesi massimi di pugilato Bob Fitzsimmons affrontò il campione europeo di lotta greco-romana Ernest Roeber. Roeber ebbe una frattura allo zigomo, ma fu in grado di portare Fitzsimmons al tappeto e finalizzare l'avversario con una leva al braccio. Durante i primi anni del Novecento, l'italiano Giovanni Raicevich, campione di lotta greco-romana, sconfisse Akitaro Ono, un maestro giapponese esperto di judo, ju-jitsu e sumo.
Nell'Europa continentale, premi in denaro venivano offerti in larghe somme ai vincitori dei tornei di greco-romana, mentre la libera si diffuse rapidamente in America dopo la guerra di secessione e va poi a differenziarsi in sotto-categorie chiamate scholastic wrestling e collegiate wrestling (praticate nei licei e nelle università statunitensi). In Inghilterra divenne sempre più diffuso il catch wrestling.
La lotta professionistica incrementò rapidamente la popolarità di vari lottatori nel mondo come Georg Hackenschmidt, Kara Ahmed, Paul Pons, Stanislaus Zbyszko, William Muldoon e Frank Gotch.

### La lotta a livello internazionale
Grazie all'azione del barone Pierre de Coubertin, che rievocò le antiche Olimpiadi, nei quali vennero inclusi le discipline della lotta olimpica, la lotta iniziò a diffondersi ad un pubblico sempre più vasto.
In Inghilterra e Stati Uniti invece divennero popolari gli scontri interstile fra lottatori di diverse discipline e anche fra lottatori e pugili.
Dal 1921, la Fédération Internationale des Luttes Associées (FILA) ha regolato la lotta amatoriale come una disciplina atletica, mentre la lotta professionistica si è differenziata come uno spettacolo dai forti connotati teatrali pur richiedendo ancora abilità fisica, divenendo l'odierno pro-wrestling (diffusosi poi anche in Giappone come puroresu e in Messico come lucha libre).
Dall'oriente provenivano intanto maestri di arti lottatorie come il judo, che venivano diffondendosi in occidente. Ancora una volta è in Francia che soprattutto si diffondono, in particolare introducendovi il sistema delle cinture colorate per definire il grado degli allievi.

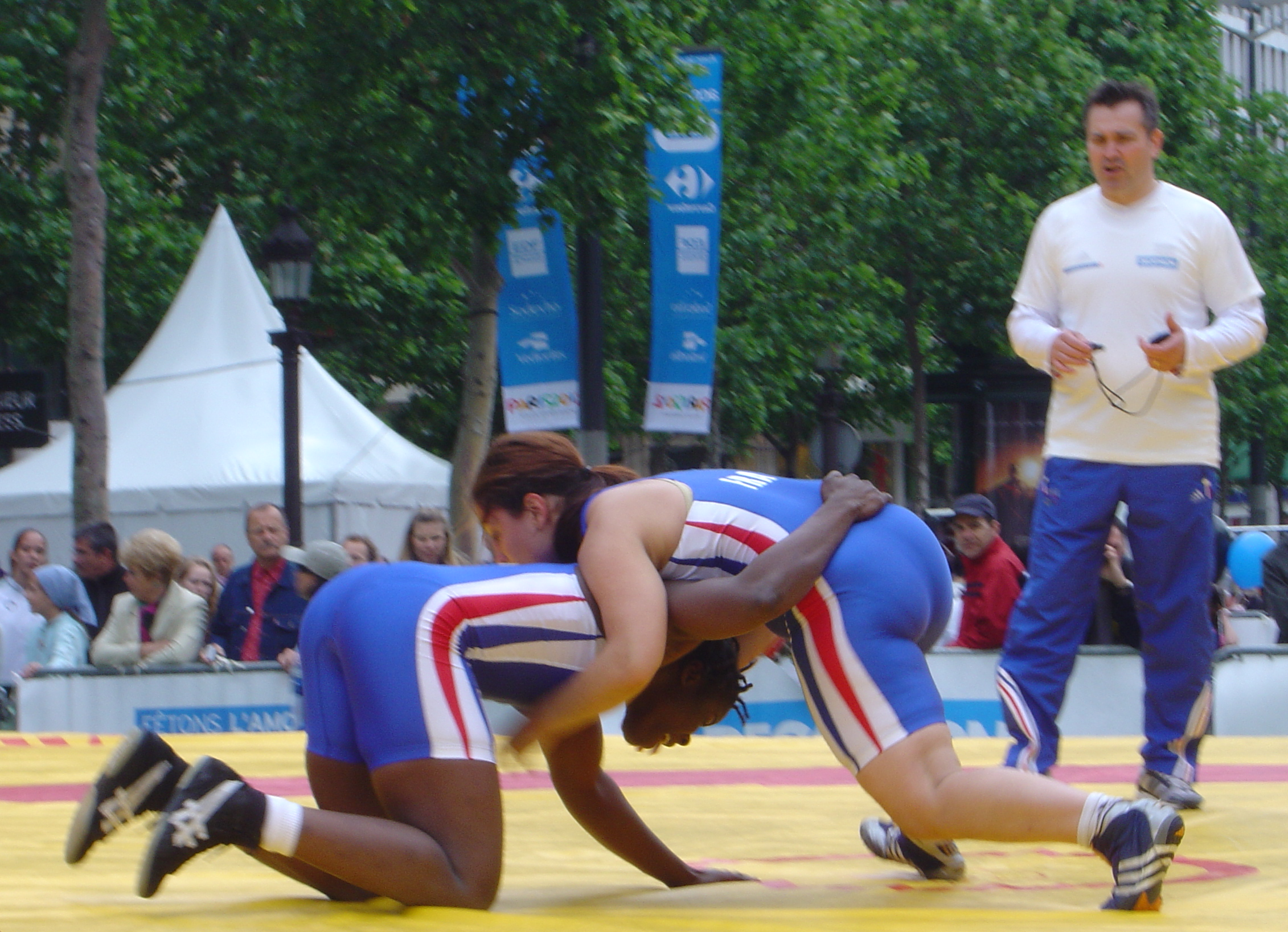
Lotta femminile

Nel XX secolo vengono codificate in tutto il mondo nuove regolamentazioni sportive che danno vita alle più disparate discipline, come il submission grappling, la lotta sulla spiaggia, il sambo. Quest'ultimo in particolare venne sviluppato in Russia negli anni venti, quando il governo sovietico ordinò ad una commissione di esperti di codificare il sambo riunendo le varie lotte regionali dello stato, il judo e la lotta olimpica. In Brasile invece all'inizio del Novecento vennero realizzate arti marziali lottatorie come la luta livre e il Brazilian jiu-jitsu, che si diffusero poi nel resto del mondo dopo aver ottenuto successo nei tornei di lotta del vale tudo.
Sul finire del secolo si diffondono le competizioni di arti marziali miste che rievocano lo spirito di lotta totale che fu già del pancrazio. Numerosi atleti provenienti da discipline lottatorie o che le hanno studiate intensivamente, hanno ottenuto successo nei tornei di MMA
Combattenti di successo nelle MMA sono stati lottatori di lotta libera, lotta greco romana, Brazilian jiu-jitsu e Submission Grappling, in particolare Royce Gracie (bjj) che dominò le prime edizioni del torneo Ultimate Fighting Championship, Jon Jones (lotta greco romana e libera) il più giovane campione dell'UFC, Frank Edgar (lotta libera), Cain Velasquez (lotta libera), Dan Henderson (lotta greco romana) unico uomo ad aver conquistato due cinture nel pride FC, Randy Couture (lotta greco romana) e Brock Lesnar (lotta libera). Gli atleti di lotta olimpica si aggiudicarono la maggior parte dei tornei senza regole UFC (le prime dodici edizioni) ottenendo la vittoria nell'edizione 5,6,8,9,10 e 12.
La lotta olimpica si è diffusa anche fra le atlete, competizioni femminili sono arrivate anche nelle Olimpiadi all'inizio del XXI secolo.